# Oakdale n.º 320
Oakdale n.º 320 es un municipio rural canadiense situado en la provincia de Saskatchewan.

## Superficie
Oakdale n.º 320 tiene una superficie de 826,79 km².

## Demografía
En 2021, tenía 216 habitantes, una densidad poblacional de 0,3 hab./km², y 118 viviendas.